# Krates van Mallos

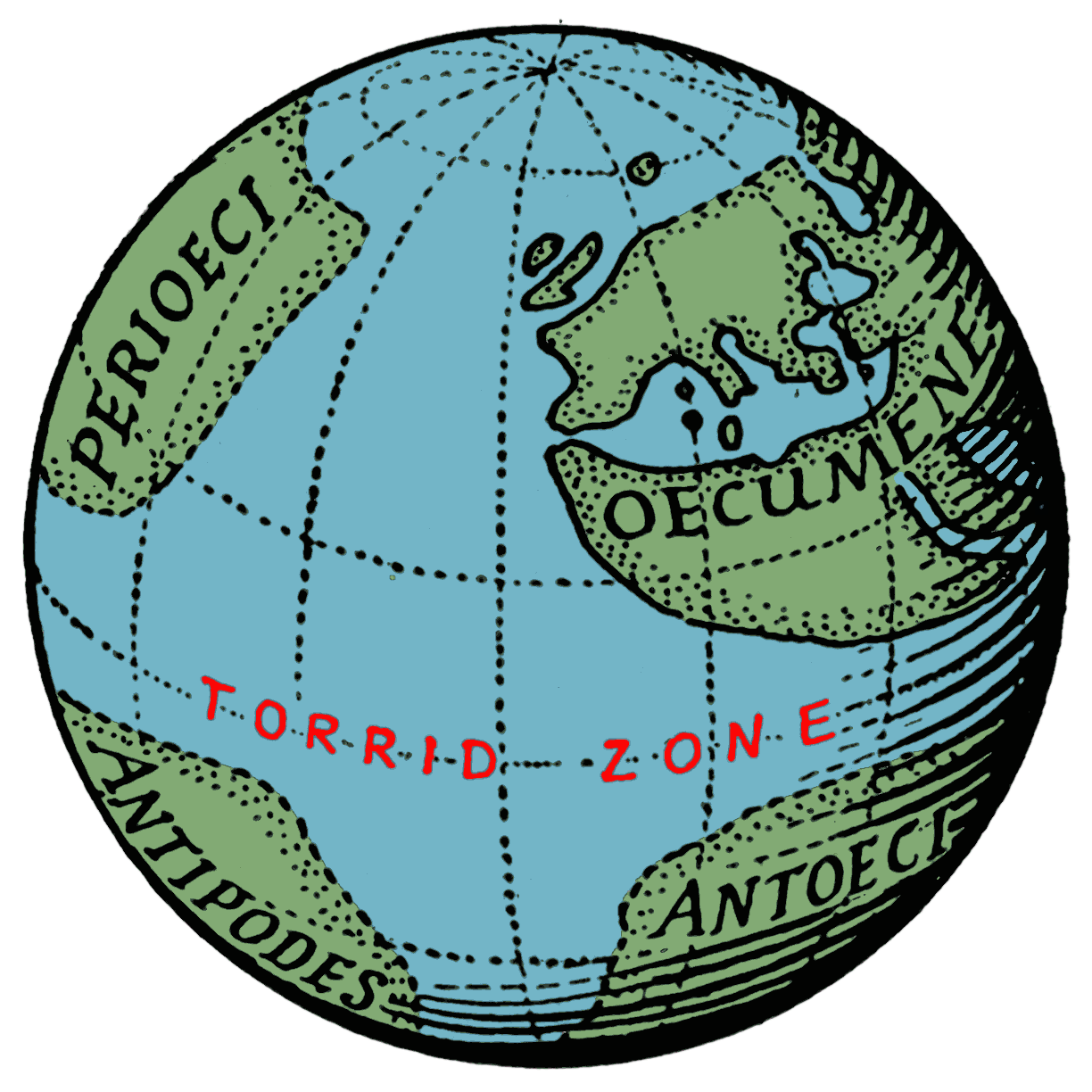
Wereldbeeld van Krates van Mallos

Krates (Oudgrieks: Κράτης) van Mallos (een stad in Cilicië) was een stoïcijns filosoof en een van de meest vooraanstaande grammatici van de 2e eeuw v.Chr. Hij werd geboren in Tarsus, maar verhuisde nadien naar Pergamon, waar hij een eigen school voor grammatica stichtte, die in concurrentie stond met de Alexandrijnse school onder leiding van Aristarchos van Samothracië met betrekking tot de studie van de grammatica van taal en de interpretatie van de geschriften van Homeros.

## Leven en werk
In 167 v.Chr. (of 169-170, afhankelijk van de bron) ging Kratès als gezant van koning Attalus II van Pergamon naar Rome. Tijdens zijn verblijf brak hij zijn been en moest noodgedwongen een groot deel van de tijd binnen doorbrengen. Om de tijd te doden hield hij er redevoeringen die de eerste aanzet vormden voor de studie van de grammatica in Rome. Waarschijnlijk stierf hij in 145 v.Chr.
Hij produceerde talrijke geschriften, waaronder een omvangrijke kritische exegese van het werk van Homeros, dat bestempeld werd als zijn hoofdwerk.
Naast werk over Homeros schreef Kratès ook een commentaar op de Theogonie van Hesiodos, op het werk van Euripides, Aristophanes en waarschijnlijk nog een aantal andere oude auteurs.
Daarnaast schreef hij traktaten over het Attische dialect, geografie, landbouw, etc. Van al deze werken zijn slechts de titels en enkele korte fragmenten bewaard gebleven.

## Het wereldbeeld van Kratès
Kratès verdedigde de opvatting van een bolvormige aarde. Hij werkte een beeld uit van de aarde als een in vieren gedeelde bol, een opvatting die in de Europese wereld bekend en beeldbepalend bleef tot het einde van de middeleeuwen. De wereld werd opgedeeld in vijf klimaatzones, waarvan beide polen te koud en de evenaarszone te warm waren voor de mens. Enkel de twee zones tussen de polen en de evenaar waren bijgevolg bewoonbaar. Er was sprake van vier grote continenten, die van elkaar gescheiden werden door een wereldoceaan die de wereld dwars opdeelde. De oceaan liep in twee stroken over het aardoppervlak. Eén strook liep rond de evenaar, de andere van pool tot pool.
De toen bekende continenten (Azië, Afrika en Europa) benoemt Kratès als Ecuméne en het eventueel bereikbare continent aan de overzijde van de Atlantische Oceaan als Periëcuméne. De werelddelen die door de hittegordel op de evenaar onbereikbare werelddelen zijn, worden Antëcuméne en het Antichtonencontinent genoemd. Kratès stelde ook reeds vast dat de jaargetijden op het zuidelijk halfrond van de bolvormige aarde omgekeerd moesten zijn aan die van het noordelijk halfrond.
Volgens bronnen zou hij omstreeks 150 v.Chr. op basis van deze kenmerken een model hebben gebouwd, een globe.